# Cercobarcon grossi
Cercobarcon grossi är en stekelart som beskrevs av Austin, Wharton och Paul C. Dangerfield 1993. Cercobarcon grossi ingår i släktet Cercobarcon och familjen bracksteklar. Inga underarter finns listade i Catalogue of Life.